# Acroria
Acroria é um gênero de traça pertencente à família Arctiidae.

## Espécies
- Acroria chloegrapha (Hampson, 1908)
- Acroria postalbida (Dyar, 1914)
- Acroria terens (Walker, 1857)
- Acroria viridirena (Jones, 1912)